# Onderste Indravastih

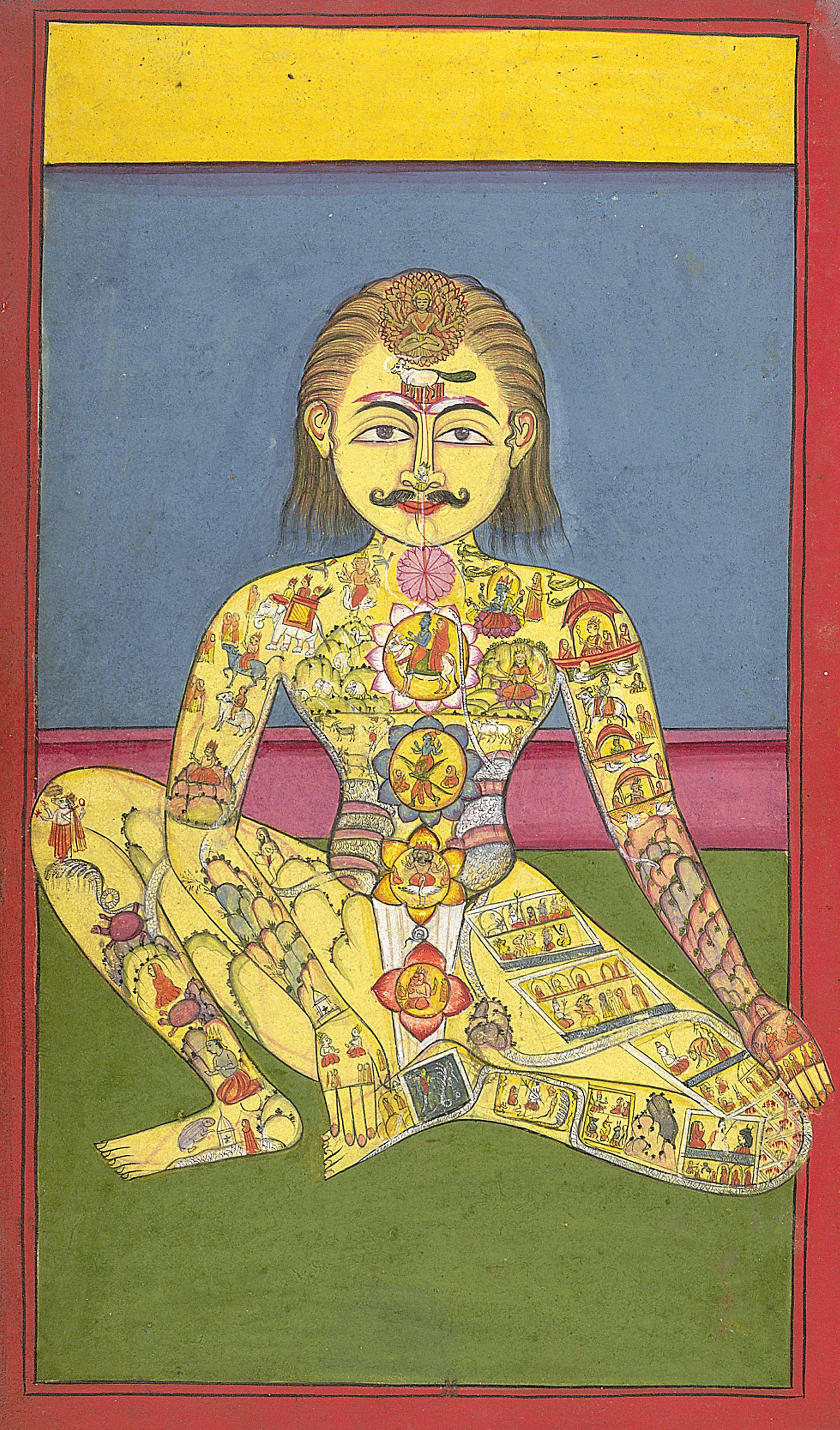
Oude Tibetaanse kaart met de 7 Chakra's en de belangrijkste marmapunten.

Onderste Indravastih (Onderste Indravastih-punt) is een marmapunt gelegen op de benen. Marmapunten worden in Oosterse filosofieën gebruikt bij massage, yoga, reflexologie en reiki. Men gelooft dat een marmapunt op een nadi ligt en zo een uitwerking kan hebben op een bepaald lichaamsdeel, proces of emotie
| Onderste Indravastih |                                                                                                 |
| -------------------- | ----------------------------------------------------------------------------------------------- |
| Positie              | Onderste Indravastih is gelegen op het achterbeen, ter hoogte van het midden van het scheenbeen |
| Functie              | dit punt heeft invloed de atletische vaardigheden van het lichaam                               |

## Overige marmapunten
Naar schatting zijn er 62.000 marmapunten in het lichaam. De belangrijkste 52 zijn: